# مجلس نمایندگان برلین
مجلس نمایندگان برلین با نام آلمانی Abgeordnetenhaus von Berlin (آلمانی: [ˈʔapɡəʔɔʁdnətn̩ˌhaʊs]) پارلمان ایالتی (لندتاگ) ایالت برلین در کشور آلمان است. برلین مطابق قانون اساسی، دولت‌شهر محسوب می‌شود. در سال ۱۹۹۳ مجلس برلین از ساختمان راتهاوس شونبرگ به ساختمان فعلی خود در خیابان نیدرکیرش در محله میته نقل مکان کرد. ساختمان فعلی مجلس نمایندگان برلین تا سال ۱۹۳۴ مقر مجلس ایالتی پروس بود. رئیس فعلی مجلس کورنلیا سیبلد (از حزب دموکرات مسیحی) است.

## تاریخ

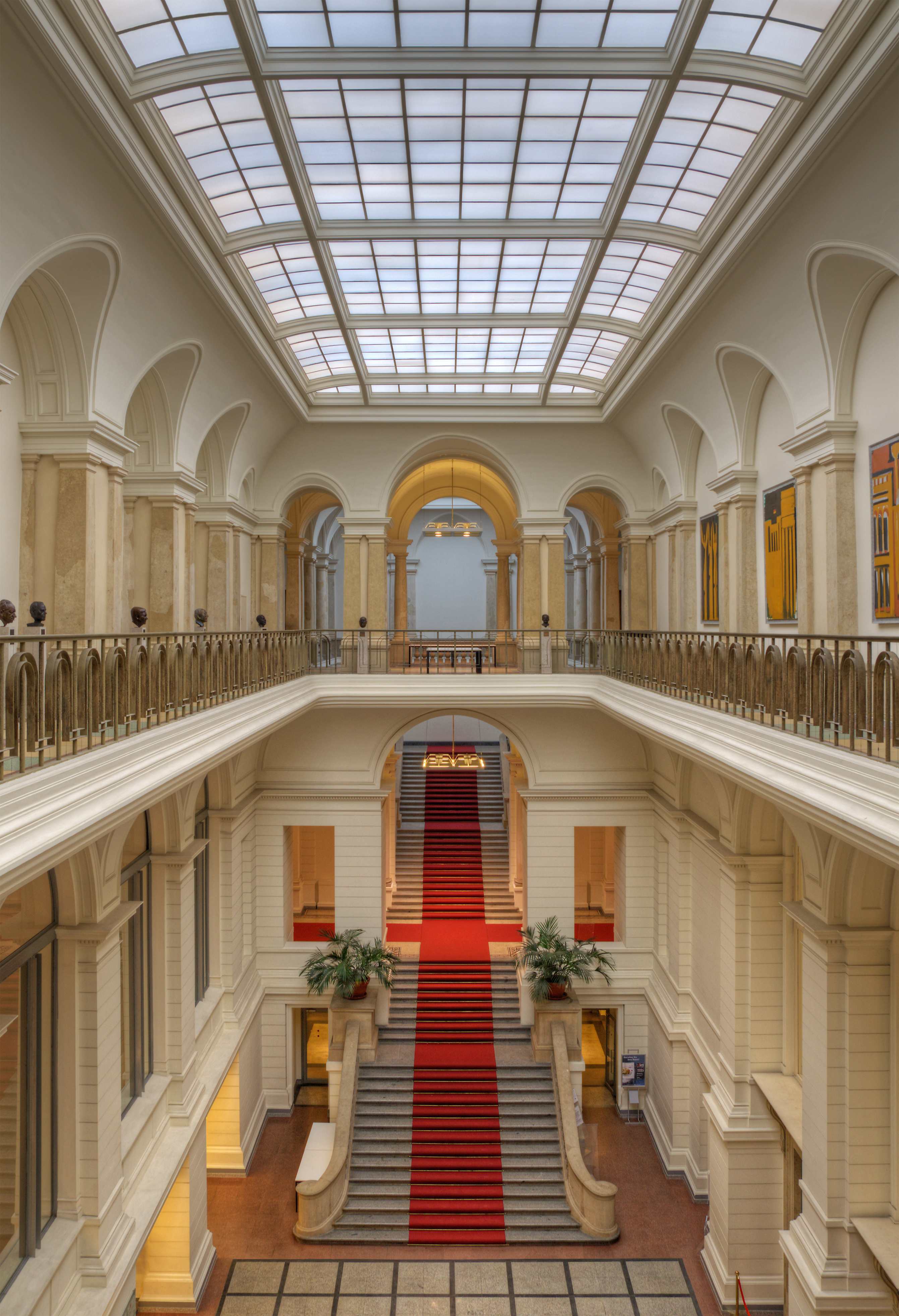
راه پله

مجلس نمایندگان برلین بعد از تدوین قانون اساسی جدید برلین غربی در سال ۱۹۵۱ تأسیس شد. این مجلس جایگزین قوه مقننه سابق برلین به نام Stadtverordnetenversammlung (مجمع نمایندگان شهر) شد که بعد از اصلاحات پروس در سال ۱۸۰۸ تأسیس شده بود و بعد از انتخابات ایالتی برلین در برلین تحت اشغال متفقین در سال ۱۹۴۶ مجدداً تأسیس شد.
بین سال‌های ۱۹۵۱ و ۱۹۹۰، مجلس برلین، مجلسی با خودمختاری محدود بود، زیرا شورای نظارت کشورهای پیروز در جنگ می‌خواست که همه قوانین و انتخابات آن، مانند شهرداران و سناتورها (که در آن زمان هنوز انتخاب می‌شدند ولی توسط شهردار منصوب نشده بودند) تابع رد یا تأیید نیروهای متفقین باشند. پس از اتحاد دوباره آلمان، مجلس نمایندگان برلین، نهاد قانون‌گذاری برلین متحد باقی ماند.

## انتخابات
مجلس نمایندگان برلین هر پنج سال یکبار با رای‌گیری عمومی، آزاد، محرمانه و مستقیم بر اساس اصل نمایندگی تناسبی انتخاب می‌شود. این مجلس حداقل از ۱۳۰ نماینده تشکیل شده‌است که ۷۸ نماینده مستقیماً در حوزه‌های انتخاباتی مناطق برلین و ۵۲ نفر به‌طور غیرمستقیم از لیست‌های ایالتی یا منطقه ای انتخاب می‌شوند. اگر یک حزب تعداد کرسی‌های بیشتری از سهم خود برنده شود، تعداد نمایندگان پارلمان نیز افزایش پیدا می‌کند.
توزیع فعلی کرسی‌ها در انتخابات ۲۰۱۶ (در مقایسه با انتخابات ۲۰۱۱) به شرح زیر است:
- حزب سوسیال دموکرات (SPD): 38 کرسی (-۱۰)
- اتحادیه دموکرات مسیحی (CDU): 31 کرسی (-۸)
- اتحاد ۹۰/سبزها: ۲۷ کرسی (-۳)
- چپ: ۲۷ کرسی (+۷)
- آلترناتیو برای آلمان (AfD): 25 (+25)
- حزب دموکرات آزاد (FDP): 12 (+12)
- حزب دزدان دریایی: ۰ صندلی (-۱۵)

حزب دزدان دریایی ۱۵ کرسی را که برای اولین بار در انتخابات ۲۰۱۱ به دست آورده بود به دلیل ناکامی در عبور از آستانه ۵ درصدی لازم برای واجد شرایط بودن برای نمایندگی در انتخابات ۲۰۱۶ از دست داد در حالی که حزب آلترناتیو برای آلمان برای اولین بار وارد مجلس برلین شد و حزب دموکرات آزاد نیز عملکرد خود را بهبود بخشید و دوباره وارد مجلس شد.

## کارکرد

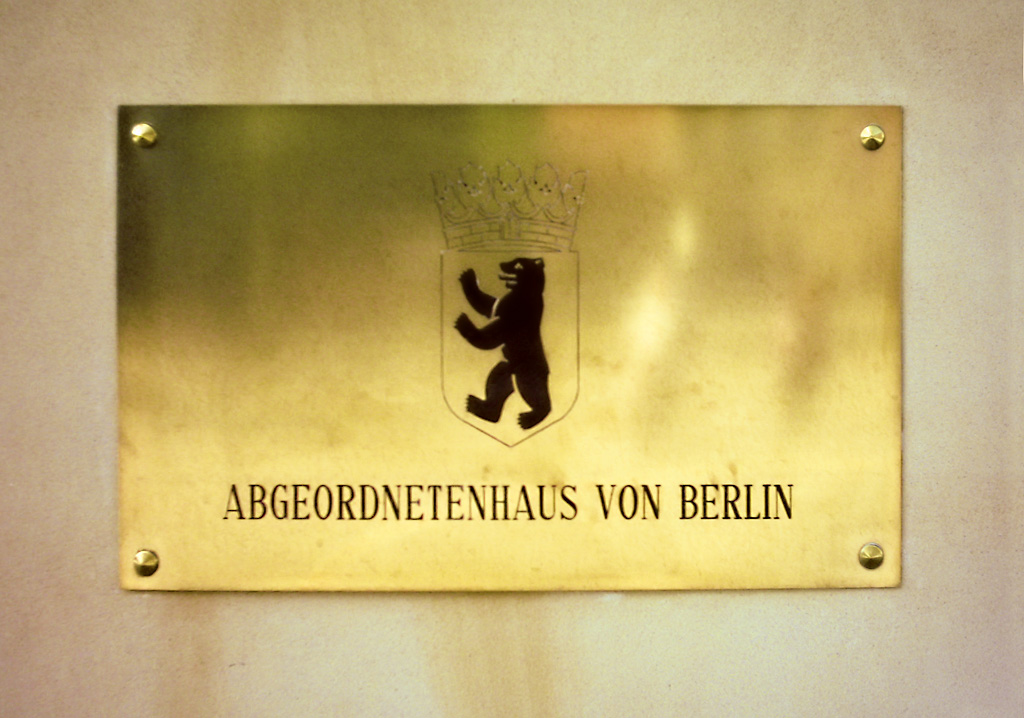
نام مجلس

بررسی و تصویب قانون برای دولت برلین از جمله تصویب بودجه، مهمترین وظیفه مجلس نمایندگان برلین است. علاوه بر این، مجلس نمایندگان شهردار برلین را انتخاب می‌کند و بر عملکرد سنای برلین که دولت برلین است نظارت دارد.

## رؤسای مجلس
| نام              | حزب | دوره                           |
| ---------------- | --- | ------------------------------ |
| اتو زور          | SPD | ۱۱ ژانویه ۱۹۵۱–۱۱ ژانویه ۱۹۵۵  |
| ویلی برانت       | SPD | ۱۱ ژانویه ۱۹۵۵–۲ اکتبر ۱۹۵۷    |
| کورت لندسبرگ     | SPD | ۱۹ اکتبر ۱۹۵۷–۴ مارس ۱۹۵۸      |
| ویلی هنبرگ       | SPD | ۲۰ مارس ۱۹۵۸–۱۷ سپتامبر ۱۹۶۱   |
| اتو فردریش باخ   | SPD | ۲۹ سپتامبر ۱۹۶۱–۶ آوریل ۱۹۶۷   |
| والتر زیکرت      | SPD | ۶ آوریل ۱۹۶۷–۲۴ آوریل ۱۹۷۵     |
| پیتر لورنتس      | CDU | ۲۴ آوریل ۱۹۷۵–۱۰ دسامبر ۱۹۸۰   |
| هاینریش لومر     | CDU | ۱۰ دسامبر ۱۹۸۰–۱۱ ژوئن ۱۹۸۱    |
| پیتر ربش         | CDU | ۱۱ ژوئن ۱۹۸۱–۲ مارس ۱۹۸۹       |
| یورگن وولرابه    | CDU | ۲ مارس ۱۹۸۹–۱۱ ژانویه ۱۹۹۱     |
| هانا-رناته لورین | CDU | ۱۱ ژانویه ۱۹۹۱–۳۰ نوامبر ۱۹۹۵  |
| هرویگ هازه       | CDU | ۳۰ نوامبر ۱۹۹۵–۱۸ نوامبر ۱۹۹۹  |
| راینهارد فوهرر   | CDU | ۱۸ نوامبر ۱۹۹۹–۲۹ نوامبر ۲۰۰۱  |
| والتر مومپر      | SPD | ۲۹ نوامبر ۲۰۰۱ – ۲۷ اکتبر ۲۰۱۱ |
| رالف ویلند       | SPD | از ۲۷ اکتبر ۲۰۱۱               |